# Адольф Клевский
Адольф Клевский, граф Равенстейна (28 июня 1425 — 18 сентября 1492, Остбург) — голландский дворянин, младший сын герцога Клеве Адольфа I и Марии Бургундской.

## Биография

### Юность
Адольф родился шестым ребёнком и, таким образом, младшим сыном герцога Клевского Адольфа I и его второй жены Марии Бургундской. По матери он приходился племянником бургундскому герцогу Филиппу Доброму, при дворе которого вырос и получил образование вместе со своим старшим братом Иоганном. Первоначально он был предназначен для церковной карьеры, поэтому Филипп Добрый заставил папу римского Евгения IV назначить Адольфа архиепископом Кельна в 1446 году. Таким образом, Папа попытался отстранить архиепископа Дитриха II фон Мёрса от его должности и тем самым положить конец Зостской вражде. Однако этот проект провалился, и назначение Адольфа ни на что не повлияло.
После смерти отца в 1450 году, получил финансовое урегулирование в дополнение к брабантским феодам Равенстейн, Херпен и Удена, а также право на владение замком Винендале как приданое матери. Взамен ему пришлось отказаться от герцогства Клеве и графства Марк. Однако он смог начать править в Равенстейне только в 1463 г. после смерти матери, а в Виннендале — лишь с 1473 г. Там он преобразовал замок в свою резиденцию.

### Карьера
Был посвящен в рыцари после битвы при Гавере, положившей конец Гентскому восстанию (1449—1453). В 1454 году он участвовал в Клятве фазана и стал рыцарем Ордена Золотого руна в 1456 году.
В армии Карла Смелого выдвинулся в 1465 году в ходе войны Лиги общественного блага против французского короля Людовика XI, с 1466 по 1468 г. был одним из главных командиров в борьбе с восстаниями в Льеже (в 1467 г. сыграл важную роль в битве при Брустеме) и Динане. В благодарность Карл назначил его губернатором в Аррасе.
В 1470 г. Адольф женился на своей второй жене, Анне Бургундской, внебрачной дочери герцога Филиппа Доброго. Тем временем он стал одним из самых влиятельных и уважаемых членов бургундского двора, поэтому 22 июня 1475 года В 1475 году он был генерал-штатгальтером Нидерландов во время отсутствия занятого Бургундскими войнами Карла Смелого. Марией Бургундской после смерти отца в битве при Нанси 28 января 1477 г. сделала его регентом над всеми бургундскими землями а также назначила его 7 июля генерал-капитаном графства Эно, которым пробыл до 6 августа 1482 года.
Мария неожиданно умерла в 1482 г. в замке Винендале после несчастного случая на охоте, а в июне 1483 года её муж Максимилиан Габсбург, впоследствии ставший императором Священной Римской империи, назначил регентский совет для несовершеннолетнего сына и наследника Филиппа. Он назначил председателем Адольфа Клевского, который с 1485 г. вместе с Оливье де Ламаршем был наставником юноши. Однако Максимилиан в октябре распустил совет для единоличной опеки, после чего в голландских владениях вспыхнули волнения. Адольф пытался выступить посредником и 28 июня 1485 г. помог заключить Слёский мирный договор. Однако мир был недолгим, и Адольф временно встал на сторону мятежных голландцев, включая своего сына Филиппа. Поэтому Максимилиан обвинил его в мятеже в апреле 1491 г., но суда над ним так и не случилось.
В 1492 г. Адольф снова сражался на стороне Габсбургов. Он умер 18 сентября в Остбурге в последние дни осады Слуиса. Согласно завещанию был перевезен в Брюссель и похоронен в октябре в церкви доминиканского монастыря. Его вторая жена Анна была похоронена рядом с ним после её смерти. Гробница была разрушена в 1695 г. французскими войсками во время войны Аугсбургской лиги.

## Семья
Герцог Бургундии Филипп Добрый и его жена Изабелла Португальская, решили устроить женитьбу своего племянника Адольфа, который обручился с инфантой Беатриш де Коимбра, дочерью герцога Коимбры Педру. Беатриш укрылась в Бургундии под защитой своей тети после поражения армии её отца в битве при Альфарробейре в 1449 г. Помимо ежегодного удела в 25 000 крон, она также принесла светлость Драйшор в Зеландии в качестве приданого До.
Адольф и Беатрис поженились 13 мая 1453 года, и впоследствии у них родилось двое детей:
- Филипп Клевский (р. 1456 г.; ум. 1528 г.), граф Равенстейна
- Луиза Клевская (р. 1457, ум. 1458 г.).

После смерти Беатриш Адольф женился на своей кузине Анне Бургундской, незаконорождённой дочери Филиппа Доброго и гувернантке Марии Бургундской.